# Pteroptrix serrata
Pteroptrix serrata is een vliesvleugelig insect uit de familie Aphelinidae. De wetenschappelijke naam is voor het eerst geldig gepubliceerd in 1964 door Annecke.